# Шон Вільямс (борець)
Шон Філліп Вільямс (англ. Shaun Phillip Williams; нар. 5 грудня 1976, Преторія, провінція Гаутенг) — південноафриканський борець вільного стилю, дворазовий чемпіон, чотириразовий срібний та дворазовий бронзовий призер чемпіонатів Африки, дворазовий срібний та бронзовий призер Всеафриканських ігор, бронзовий призер Ігор Співдружності, учасник Олімпійських ігор.

## Життєпис
Боротьбою почав займатися з 1983 року.
Виступав за борцівський клуб Університету Орегону (США). Тренери — Піт ван Ренсбург (з 1985), Пет Відкомб (з 1996).
На літніх Олімпійських іграх 2004 року в Афінах Вільямс кваліфікувався як єдиний борець у складі збірної Південної Африки у напівлегкій вазі (55 кг), отримавши місце в одинадцятці найкращих борців чемпіонату світу. Він програв свій стартовий поєдинок болгарину Радославу Велікову через перевагу в десять балів, і не зміг набрати достатню кількість балів, щоб перевершити китайця Лі Чженю в поєдинку з рахунком 4:5, в результаті чого Вільямс опинився в нижній частині турнірної таблиці і посів сімнадцяте місце у фінальній турнірній таблиці.

## Спортивні результати на міжнародних змаганнях

### Виступи на Олімпіадах
| Змагання                    | Збірна                          | Вагова категорія          | Місце |
| --------------------------- | ------------------------------- | ------------------------- | ----- |
| Літні Олімпійські ігри 2004 | Південно-Африканська Республіка | вільна боротьба, до 55 кг | 17    |

### Виступи на Чемпіонатах світу
| Змагання                        | Збірна | Вагова категорія          | Місце |
| ------------------------------- | ------ | ------------------------- | ----- |
| Чемпіонат світу з боротьби 2001 | ПАР    | вільна боротьба, до 54 кг | 23    |
| Чемпіонат світу з боротьби 2003 | ПАР    | вільна боротьба, до 55 кг | 11    |

### Виступи на Чемпіонатах Африки
| Змагання                         | Збірна | Вагова категорія          | Місце  |
| -------------------------------- | ------ | ------------------------- | ------ |
| Чемпіонат Африки з боротьби 1993 | ПАР    | вільна боротьба, до 48 кг | 4      |
| Чемпіонат Африки з боротьби 1994 | ПАР    | вільна боротьба, до 48 кг | Бронза |
| Чемпіонат Африки з боротьби 1996 | ПАР    | вільна боротьба, до 48 кг | Срібло |
| Чемпіонат Африки з боротьби 1997 | ПАР    | вільна боротьба, до 54 кг | Бронза |
| Чемпіонат Африки з боротьби 1998 | ПАР    | вільна боротьба, до 54 кг | Срібло |
| Чемпіонат Африки з боротьби 2001 | ПАР    | вільна боротьба, до 54 кг | Золото |
| Чемпіонат Африки з боротьби 2003 | ПАР    | вільна боротьба, до 55 кг | Золото |
| Чемпіонат Африки з боротьби 2004 | ПАР    | вільна боротьба, до 60 кг | Срібло |
| Чемпіонат Африки з боротьби 2007 | ПАР    | вільна боротьба, до 60 кг | Срібло |

### Виступи на Всеафриканських іграх
| Змагання                 | Збірна | Вагова категорія          | Місце  |
| ------------------------ | ------ | ------------------------- | ------ |
| Всеафриканські ігри 1995 | ПАР    | вільна боротьба, до 48 кг | Бронза |
| Всеафриканські ігри 1999 | ПАР    | вільна боротьба, до 54 кг | Срібло |
| Всеафриканські ігри 2003 | ПАР    | вільна боротьба, до 55 кг | Срібло |

### Виступи на Кубках світу
| Змагання                    | Збірна | Вагова категорія          | Місце |
| --------------------------- | ------ | ------------------------- | ----- |
| Кубок світу з боротьби 2004 | ПАР    | вільна боротьба, до 55 кг |       |

### Виступи на Іграх Співдружності
| Змагання                | Збірна | Вагова категорія          | Місце  |
| ----------------------- | ------ | ------------------------- | ------ |
| Ігри Співдружності 2002 | ПАР    | вільна боротьба, до 55 кг | Бронза |

### Виступи на інших змаганнях
| Змагання                           | Збірна | Вагова категорія          | Місце |
| ---------------------------------- | ------ | ------------------------- | ----- |
| Гран-прі Німеччини з боротьби 2004 | ПАР    | вільна боротьба, до 55 кг | 4     |

### Виступи на змаганнях молодших вікових груп
| Змагання                                     | Збірна | Вагова категорія          | Місце |
| -------------------------------------------- | ------ | ------------------------- | ----- |
| Чемпіонат світу з боротьби серед молоді 1995 | ПАР    | вільна боротьба, до 48 кг | 9     |